# Brasserie de Blaugies
Brasserie de Blaugies is een Belgische familiale brouwerij te Blaugies (Dour) in de provincie Henegouwen.

## Geschiedenis
De brouwerij werd in 1988 opgericht door het echtpaar Pierre-Alex Carlier en Marie-Robert Pourtois. Op 24 maart werd het eerste brouwsel gebrouwen dat de naam La Moneuse kreeg. Door de firma Meura werd een brouwinstallatie van 7 hl op maat gemaakt. In 1992 werd geïnvesteerd in een bottellijn. De oudste zoon Kevin Carlier staat nu aan het hoofd van de brouwerij, samen met zijn echtgenote Bérangère Deschamps en zijn schoonvader Claude Deschamps. Hun bieren worden geëxporteerd naar Nederland, Canada, Frankrijk, Amerika en Zwitserland.

## Bieren
- Bière Darbyste, 5,8%
- La Moneuse, 8%
- La Moneuse Spéciale Noël, kerstbier, 8%
- La Vermontoise, saison, 6%
- Saison d'Epeautre, speltbier, 6%